# Soon Over Babaluma
Soon Over Babaluma is een album uit 1974 van de Duitse krautrockgroep Can. Na het vertrek van Damo Suzuki in 1973, was dit het eerste album van de band zonder afzonderlijke zanger. De vocals worden gebracht door gitarist Michael Karoli en toetsenist Irmin Schmidt. Het album bouwt voort op de ambientstijl van voorganger Future Days, maar bevat een aantal snellere nummers, zoals "Chain Reaction" en "Dizzy Dizzy"

## Tracks
1. "Dizzy Dizzy" – 5:40
2. "Come sta, La Luna" – 5:42
3. "Splash" – 7:45
4. "Chain Reaction" – 11:09
5. "Quantum Physics" – 8:31

## Bezetting
- Holger Czukay: bas, zang
- Michael Karoli: gitaar, viool, zang
- Jaki Liebezeit: drums, percussie
- Irmin Schmidt: keyboards, zang